# 55221 Nancynoblitt
55221 Nancynoblitt è un asteroide della fascia principale. Scoperto nel 2001, presenta un'orbita caratterizzata da un semiasse maggiore pari a 3,1514609 UA e da un'eccentricità di 0,2701007, inclinata di 20,35595° rispetto all'eclittica.